# Girolamo Seripando
Girolamo Seripando (6 de maig de 1493, Troia, Regne de Nàpols - † 17 d'abril de 1563) fou prior general de l'Orde de Sant Agustí i un gran teòleg italià.
Els seus pares foren Joan Seripando i Isabel Lluïssa Galeota. El 6 de maig del 1601 entrà al convent agustinià de Sant Joan de Carbonara, a Nàpols, moment en què es canvià el nom pel de Girolamo, amb el qual ha passat a la història. Durant la primavera del 1513 fou ordenat sacerdot. Al capítol general de Nàpols de 25 de maig del 1539 fou escollit prior general de l'orden, càrrec que exercí fins al 1551.
Va participar en el Concili de Trento, on disputà amb el jesuïta Diego Laínez la responsabilitat de la llibertat humana en la salvació de l'home, la justificació i el pecat original.
El 30 de març del 1554 fou nomenat arquebisbe de Salerno pel Papa Juli III i el 10 de març del 1561 fou elevat al cardenalat pel Papa Pius IV. El 6 d'octubre del mateix any fou enviat pel papa al Concili de Trento com a llegat a latere juntament amb els cardenals Francesco Gonzaga, Estanislau Hosius i Luis Simonetta.
Va tenir una gran amistat amb el poeta Garcilaso de la Vega, qui li envià una carta des de Savigliano el 15 de juliol del 1536, dos dies abans de travessar els Alps en direcció a la Provença, on, tres mesos després, va quedar ferit mortalment en l'assalt a la fortalesa de Le Muy.
Fou enterrat primer a l'església del convent de Sant Marc i, després, les seves restes foren traslladades a l'església del convent de Sant Joan de Carbonara, a Nàpols.